# Karanggayam (Lumbir)
Karanggayam is een bestuurslaag in het regentschap Banyumas van de provincie Midden-Java, Indonesië. Karanggayam telt 3134 inwoners (volkstelling 2010).